# تیگران توروسیان
تیگران سوریکی توروسیان (ارمنی: Տիգրան Սուրիկի Թորոսյանը؛ زادهٔ ۱۴ آوریل ۱۹۵۶) سیاست‌مدار اهل ارمنستان است. وی نماینده دوره‌های دوم تا چهارم مجلس ملی جمهوری ارمنستان بوده‌است.

## زندگی‌نامه
وی در ۱۴ آوریل ۱۹۵۶ در ایروان به دنیا آمد و از دانشگاه ملی پلی‌تکنیک ارمنستان فارغ‌التحصیل گشت. وی همچنین برنده جوایزی همچون نشان مسروپ ماشتوتس (جمهوری آرتساخ) شد. 

## یادداشت
1. ↑  Gagik Aslanian
2. ↑  Vahan Hovanissian